# Matías de Figueroa
Matías José de Figueroa (Sevilla, 1698 - Sevilla, 1765), fue un arquitecto español, hijo del reconocido arquitecto Leonardo de Figueroa.

## Biografía

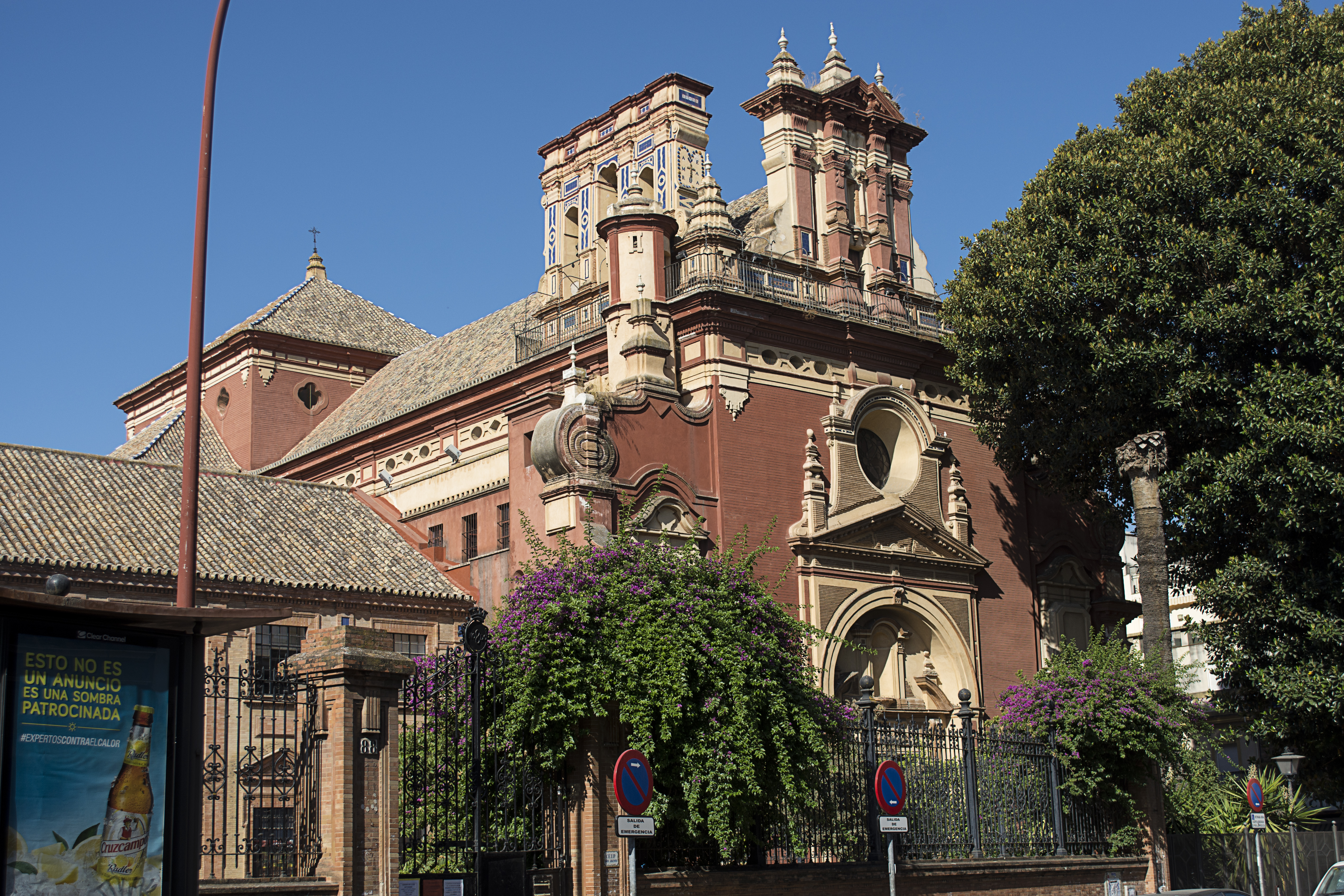
La Iglesia de San Jacinto de Sevilla.

Nació en Sevilla en el año 1698, realizó su formación profesional al lado de su padre colaborando como ayudante en la construcción de diversas obras entre las que destaca su intervención en el Palacio de San Telmo de Sevilla donde en 1722 es nombrado Primer Ayudante de las obras en las que aquel ocupa el puesto de Maestro Mayor, puesto que recaería sobre Matías José cuando fallece Leonardo en 1730, continuando así al frente de ellas, al parecer limitándose a terminar los proyectos iniciados por su padre. Dotado de grandes cualidades técnicas no contó sin embargo con el enorme talento creativo con que gozó su progenitor.
También se cree que trabajó siguiendo las obras iniciadas por su padre en la importante Iglesia de San Luis de los Franceses, también en la ciudad de Sevilla.
Continuador de los estudios teóricos y de las prácticas de su padre sobre los distintos materiales y las formas, se le atribuye un tratado sobre La mazonería, construcción a base de cal y canto habitual en la Sevilla de su época, y defendió la conveniencia del ladrillo frente a la piedra -recuperado con audacia por su antecesor como material base de la construcción-, que ambos consideraban con mejor comportamiento que esta frente a los fenómenos sísmicos.
El estilo constructivo de Matías J. Figueroa queda influenciado, además de por su padre, por otros arquitectos del momento, como Diego Antonio Díaz y Francisco Bautista, autores de trayectoria más personal y poco ligados a la tradición del momento.
A partir del año 1730, comienza a trabajar como arquitecto independiente, y es a partir de entonces cuando interviene en numerosos proyectos de la diócesis hispalense, especialmente a partir de mediados del siglo XVIII, con motivo de las desastrosas consecuencias del célebre terremoto de Lisboa de 1755, que arruinó tantos edificios importantes en la zona.
Su contribución más importante como arquitecto la constituye la Iglesia de San Jacinto de Sevilla, un gran templo de planta de salón cubierto por bóveda de cañón con lunetos, y con capillas laterales.
Destaca en esta iglesia su enorme fachada de ladrillo, donde Matías José continúa la técnica decorativa que iniciara su padre con este material, creando su fachada principal con líneas de decidido molduraje y levantando dos magníficas espadañas de perfil muy movido con aplicaciones de cerámica en sus remates. Estas espadañas, aún con menos fuerza creativa, recuerdan a las de la Iglesia de La Magdalena de esta misma ciudad, diseñadas por su progenitor en 1697.
Nombrado en 1733 Segundo Maestro de obras de Sevilla, se le atribuye un proyecto de canalización para el río Guadalquivir, así como un proyecto no realizado para el mercado del Baratillo.
Se cree que falleció en Sevilla en el año 1765, aunque sobre este hecho no existe unanimidad entre los distintos autores y estudiosos que han abordado su biografía.